# Cerqueux-en-Auge
Cerqueux-en-Auge is een plaats in de Franse gemeente Mézidon Vallée d'Auge in het departement Calvados. Cerqueux-en-Auge zo'n kilometer ten noordwesten van Saint-Crespin, aan de Vie.

## Geschiedenis
De plaats werd in de 13de eeuw vermeld als Sarqueux, in de 14de eeuw als Sarcophagi.
Cerqueux had vroeger een kerkje, vlak bij een landhuis, op een kleine heuvel. Op het eind van het ancien régime werd Cerqueux-en-Auge een gemeente. In 1815 werd de kleine gemeente al opgeheven en bij de gemeente Saint-Crespin gevoegd. De bevolking daalde en ook de kerk verdween. In het begin van de 19de eeuw was de plaats van het kerkhof nog merkbaar, maar van de kerk is er nu geen spoor meer.
Samen met de rest van Saint-Crespin werd Cerqueux in 1973 bij Le Mesnil-Mauger gevoegd. Op 1 januari 2017 ging deze gemeente op in de commune nouvelle Mézidon Vallée d'Auge.
Lijst van Franse gemeenten · Arrondissement Lisieux · Calvados · Normandië